# So-Lo
So-Lo — дебютный студийный синти-поп-альбом американского музыканта Дэнни Эльфмана, выпущенный в 1984 году лейблом MCA Records. Хотя он был выпущен как сольный альбом, его обычно приписывают группе Эльфмана Oingo Boingo, в которой он был фронтменом и единственным автором песен. Он стал первым релизом группы на MCA Records после ухода из IRS Records.

## Об альбоме
Для So-Lo характерно заметно более широкое, чем в предыдущих альбомах, использование электронных инструментов, но с ярко выраженной электрогитарой Стива Бартека.
Альбом был спродюсирован во время перерыва Oingo Boingo после ухода басиста Керри Хэтча и клавишника Ричарда Гиббса. Эльфман охарактеризовал альбом как «шанс поэкспериментировать с более медленными темпами» и добавил, что «было прикольно записать несколько баллад и попытаться избавиться от того образа, который сложился у многих людей, когда я писал только очень быстрые (...) мелодии».
Хотя большая часть инструментовки представляет собой синтезаторное программирование от Эльфмана, в записи альбома приняли участие все остальные участники Oingo Boingo, а Фли из недавно сформированной группы Red Hot Chili Peppers предоставил дополнительную бас-гитару. Трек «Lightning» был записан в 1983 году для Good For Your Soul, когда Хэтч и Гиббс всё ещё были в группе, поэтому они также указаны на альбоме.
Несмотря на слухи о распаде группы, позже Эльфман заявил, что So-Lo «не был создан из разочарования» и что он был более предан группе, чем когда-либо прежде. В статье 1987 года, опубликованной в журнале BAM, в которой у Эльфмана брали интервью о прошлом группы, говорилось, что Oingo Boingo на самом деле рассматривала вопрос о роспуске в 1984 году.
В 2020 году Стив Бартек объяснил, что MCA подписали с Дэнни Эльфманом сольный контракт и «не были заинтересованы» в Oingo Boingo. Однако Эльфман хотел продолжить работу в группе и сумел убедить MCA изменить контракт после выпуска So-Lo.

## Релиз
Оригинальные виниловые и кассетные релизы содержали альтернативный, более ранний микс открывающей альбом песни «Gratitude». Среди других отличий, этот микс длительностью 5:04 включал устный стих, вырезанный из всех других версий; эта версия также использовалась в саундтреке к фильму «Полицейский из Беверли-Хиллз» (1984). Оригинальный компакт-диск содержал полный альбомный микс длительностью 5:12.
Недостающий стих выглядел следующим образом:
I used to eat people like you for breakfast

I used to fly, high up in the sky

I used to chew up rocks and spit out gravel

I had a heart as cold as ice
Таких, как ты, людей я раньше ел на завтрак,

Летал я раньше в небе высоко,

Жевал я камни и выплевывал гравий,

И было моё сердце холодно.

Этот куплет был сохранен для живых выступлений песни, иногда с немного другим текстом, а также был использован при перезаписи песни для Boingo Alive в 1988 году.
В 12-дюймовом выпуске сингла «Gratitude» использовался более короткий микс длительностью 4:42, названный в скобках «Short Version», а в сопутствующем музыкальном видео был ещё более короткий монтаж длительностью 4:08. Как ни странно, выпуски компакт-дисков ошибочно называли альбомный микс длительностью 5:12 «Краткой версией», в то время как более поздние переиздания на виниле заменили альбомный микс 12-дюймовым «Кратким вариантом».
В 2014 году лейбл Varèse Sarabande переиздал альбом на компакт-диске с бонус-треком «Gratitude (Video Edit)» длительностью 4:08 и с пометкой в скобках «Single Edit», ошибочно объявленным как «Специальная версия песни из саундтрека „Полицейского из Беверли-Хиллз“».

## Список композиций
Слова и музыка всех песен — Дэнни Эльфмана.
| №  | Название                                                                                 | Длительность |
| -- | ---------------------------------------------------------------------------------------- | ------------ |
| 1. | «Gratitude» (5:04 ранний винил и кассета; 4:42 «Short Version» в более поздних изданиях) | 5:12         |
| 2. | «Cool City»                                                                              | 3:26         |
| 3. | «Go Away»                                                                                | 4:00         |
| 4. | «Sucker for Mystery»                                                                     | 5:15         |

| №                   | Название                 | Длительность |
| ------------------- | ------------------------ | ------------ |
| 1.                  | «It Only Makes Me Laugh» | 4:03         |
| 2.                  | «The Last Time»          | 4:07         |
| 3.                  | «Tough as Nails»         | 4:35         |
| 4.                  | «Lightning»              | 3:44         |
| 5.                  | «Everybody Needs»        | 3:50         |
| Общая длительность: | Общая длительность:      | 38:34        |

| №   | Название                               | Длительность |
| --- | -------------------------------------- | ------------ |
| 10. | «Gratitude (Single Edit)» (Video Edit) | 4:08         |

## Участники записи
«Исполнители»
- Дэнни Эльфман — вокал, перкуссия, программирование
- Стив Бартек — гитары, программирование
- Ричард Гиббс[англ.] — синтезаторы, специальное программирование DX7
- Пол Фокс — синтезаторы
- Керри Хэтч — басы
- Джон Эрнандес — барабаны, перкуссия
- Леон Шнайдерман — баритон-саксофон
- Сэм Фиппс[англ.] — тенор-саксофон
- Дейл Тёрнер[англ.] — труба, тромбон

Дополнительный музыкант
- На обложке некоторых версий (включая переиздание компакт-диска 2014 года) указано «Особое спасибо Майклу Фли за его дополнительную басовую работу»[12].

Технический персонал
- Стив Бартек — сопродюсер, аранжировки
- Дэнни Эльфман — сопродюсер, аранжировки
- Пол Ратайчак — сопродюсер, звукоинженер
- Споззи Спазз — помощник звукоинженера.
- Лаура Энгель — помощник продюсера
- Грег Фулгинити[англ.] — мастеринг
- Джорджана Дин[англ.] — арт-директор, иллюстрация
- Аарон Рапопорт[англ.] — фотография